# Ethnikos Achnas FC
Ethnikos Achnas FC, grundad 1968, är en fotbollsklubb i Achna på Cypern. Klubben spelar säsongen 2021/2022 i Cyperns förstadivision.
Ethnikos grundades sex år innan befolkningen i byn Achna förflyttades till följd av de turkiska styrkornas framfart i Nordcypern. Klubben är nu baserad i den nybyggda byn Dasaki Achna, bara ett hundratal meter från den ursprungliga byn. Ethnikos har inte vunnit några nationella titlar, men är den enda cypriotiska klubben som vunnit en europeisk turnering. I Intertotocupen 2006 var Ethnikos en av de segrande klubbarna efter att ha besegrat israeliska Maccabi Petah Tikva i tredje omgången.

## Meriter

### Europeiska
- Intertotocupen (1): 2006

## Placering senaste säsonger
| Säsong  | Nivå | Liga            | Placering | Referens | Notering                               |
| ------- | ---- | --------------- | --------- | -------- | -------------------------------------- |
| 2008/09 | 1    | First Division  | 6         | [ 3 ]    |                                        |
| 2009/10 | 1    | First Division  | 7         | [ 4 ]    |                                        |
| 2010/11 | 1    | First Division  | 10        | [ 5 ]    |                                        |
| 2011/12 | 1    | First Division  | 9         | [ 6 ]    |                                        |
| 2012/13 | 1    | First Division  | 9         | [ 7 ]    |                                        |
| 2013/14 | 1    | First Division  | 9         | [ 8 ]    |                                        |
| 2014/15 | 1    | First Division  | 7         | [ 9 ]    |                                        |
| 2015/16 | 1    | First Division  | 11        | [ 10 ]   |                                        |
| 2016/17 | 1    | First Division  | 8         | [ 11 ]   |                                        |
| 2017/18 | 1    | First Division  | 14        | [ 12 ]   | Nedflyttad till Second Division        |
| 2018/19 | 1    | Second Division | 1         | [ 13 ]   | Uppflyttad till Cypriot First Division |
| 2019/20 | 1    | First Division  | p.        | [ 14 ]   | pandemin                               |
| 2020/21 | 1    | First Division  | 9         | [ 15 ]   |                                        |
| 2021/22 | 1    | First Division  | 11        | [ 16 ]   | Nedflyttad till Second Division        |
| 2022/23 | 1    | Second Division |           |          |                                        |